# 1928-as magyar labdarúgókupa-döntő
Az 1928-as magyar labdarúgókupa-döntő a sorozat 11. döntője volt. A finálét a Ferencváros és az Attila FC játszották. A találkozóra Budapesten, az Üllői úti FTC stadionban került sor, június 24-én. A Ferencváros győzelmével története során negyedszerre hódította el a trófeát. Az Attila volt az első vidéki csapat, amelyik a döntőbe került.

## Út a döntőig
A sorozat döntőjébe a Ferencváros és az Attila FC jutott be. Mindkét csapat az országos főtábla első fordulójában (legjobb 32) kapcsolódott be a küzdelmekbe. 
| Ferencváros                             | Ferencváros |              | Attila FC                                      | Attila FC   |
| --------------------------------------- | ----------- | ------------ | ---------------------------------------------- | ----------- |
| Ellenfél                                | Végeredmény | Forduló      | Ellenfél                                       | Végeredmény |
| III. Kerületi TVE (BLASZ Amatőr I.)     | 11–1        | 1. forduló   | Szombathelyi SE (Nyugatmagyarországi LASz, I.) | 4–1         |
| Dorogi AC (Középmagyarországi LASz, I.) | 09–0        | Nyolcaddöntő | Bocskai FC (I. osztály)                        | 3–1         |
| Pécs-Baranya (II B osztály)             | 09–3        | Negyeddöntő  | III. Kerületi FC (I. osztály)                  | 2–1         |
| Újpest FC (I. osztály)                  | 02–1        | Elődöntő     | Hungária (I. osztály)                          | 2–1         |

## A mérkőzés
| 1928. június 24. 17:30 |

| Ferencváros                                | 5–1   | Attila                         |
| ------------------------------------------ | ----- | ------------------------------ |
| Kohut 22' 59' 66' Szedlacsik 80' Turay 89' | (1–0) | Riff 51' Pruha 61′ Powolny 61′ |

| Üllői út, Budapest Nézőszám: 8 000 Játékvezető: Szél László (magyar) |

| FERENCVÁROS:      |  |                   |             |
|                   |  |                   |             |
| K                 |  | Huber Rezső       |             |
| V                 |  | Takács Géza       |             |
| V                 |  | Hungler János     |             |
| KP                |  | Furmann Károly    |             |
| KP                |  | Bukovi Márton     |             |
| KP                |  | Berkessy Elemér   |             |
| CS                |  | Koszta Imre       |             |
| CS                |  | Takács József     |             |
| CS                |  | Turay József      | 89'         |
| CS                |  | Szedlacsik Ferenc | 80'         |
| CS                |  | Kohut Vilmos      | 22' 59' 66' |
| Vezetőedző:       |  |                   |             |
| Tóth Potya István |  |                   |             |

| Attila FC:  |  |                  |                |
|             |  |                  |                |
| K           |  | Németh Ernő      |                |
| V           |  | Kutik Kálmán     |                |
| V           |  | Dankó Tiavadar   | Csapatkapitány |
| KP          |  | Maszlonka József |                |
| KP          |  | Pruha Antal      | 61′            |
| KP          |  | Janovitz István  |                |
| CS          |  | Friesz Mihály    |                |
| CS          |  | Riff Emil        | 51'            |
| CS          |  | Siklóssy Antal   |                |
| CS          |  | Anton Powolny    | 61′            |
| CS          |  | Klein Sándor     |                |
| Vezetőedző: |  |                  |                |
| Nagy József |  |                  |                |